# Shaa'ir and Func
Shaa'ir an Func (a veces estilizado como "S + F") es un dúo de música electrónica y de género rock alternativo de la India. Este dúo se formó en Mumbai en 2005, actualmente está integrado por la actriz y cantante Monica Dogra y el guitarrista Randolph Correia. En 2007 lanzó su primer álbum discográfico titulado The Love, que fue seguido por su el álbum discográfico titulado Light Tribe en 2008 y en 2010 lanzan su siguiente álbum titulado Mantis.

## Discografía
| Año  | Título                  |
| ---- | ----------------------- |
| 2006 | New Day: The Love Album |
| 2008 | Light Tribe             |
| 2010 | Mantis                  |
| 2014 | Re:cover                |